# Bitterer Tee
Bitterer Tee (Originaltitel: Les quatre vies du saule) ist ein im Jahr 1999 erschienener Roman in französischer Sprache der aus der Volksrepublik China stammenden Autorin Shan Sa. Im Jahr 2000 wurde Shan Sa für Les quatre vies du saule mit dem Prix Cazes-Brasserie Lipp ausgezeichnet.
Im Vergleich zum ersten in französischer Sprache erschienenen Roman Shan Sas (Porte de la Paix Céleste) stellt Les quatre vies du saule einen neuen Abschnitt in der Entwicklung des Gesamtwerks der Autorin dar: Der Roman besteht aus vier kurzen Erzählungen, die zwar in Bezug auf Raum, Zeit, Figuren und Handlung erhebliche Unterschiede aufweisen, aber durch das Motiv der Trauerweide und das immer wiederkehrende Thema der zum Scheitern verurteilten Träume und der unerfüllten Liebe miteinander verknüpft sind.

## Inhalt

### Handlung und Figuren

#### Chong Yangs Geschichte
Handlung
Die erste Kurzgeschichte spielt im China des 15. Jahrhunderts zur Zeit der Ming-Dynastie. Hauptfigur ist Chong Yang, der Sohn eines reichen Kaufmanns. Dieser bekommt im Alter von 6 Jahren zwei Äste einer Trauerweide geschenkt, um die er sich liebevoll kümmert, so dass aus ihnen zwei neue Bäume hervorgehen.
Durch eine Verkettung unglücklicher Ereignisse verarmt die Familie und sieht sich gezwungen, in eine abgelegene Provinz zu ziehen, so dass Chong Yang seine Trauerweiden zurücklassen muss. Im Alter von 18 Jahren wird Chong Waise und lebt von diesem Zeitpunkt an einsam und bescheiden. Er verdient sein Geld mit Gelegenheitsarbeiten als Lehrer; abends lernt er für die Chinesische Beamtenprüfung. Sein Alltag ändert sich, als er zufällig einen jungen Mann namens Qing Yi aus seiner Heimat trifft. Dieser stellt ihm seine Schwester Lü Yi vor, welche ihr Leben in Wohlstand aufgibt, um mit Chong Yang in seiner Hütte zu wohnen.
Lü Yi ist mit den einfachen Lebensverhältnissen zufrieden. Doch ehrgeizig wie Chong Yang ist, arbeitet er weiter an seiner Karriere und erreicht schon bald das Hauptstadtexamen. Als er Lü Yi für 6 Monate verlassen muss, um in die Verbotene Stadt zu reisen, schwören die beiden vor einer Trauerweide, sich, was auch immer geschehe, wiederzufinden – und sei es zu Beginn des nächsten Lebens.
In der Tat legt Chong Yang die Prüfungen mit Erfolg ab und wird zu einer so wichtigen politischen Persönlichkeit, dass der Schwager des Kaisers ihm die Hand einer seiner Schwestern anbietet. Vom Ehrgeiz gepackt, willigt er in die Heirat ein und wird zu einem der wichtigsten Männer des Imperiums. Allerdings verfolgt Lü Yi ihn in seinen Träumen, so dass er sie in einem Brief bittet, als Konkubine an den Hof zu kommen. Lü Yi aber lehnt dies mit der Begründung ab, dass sie ihn zu Hause am besten lieben könne; würde sie an den Hof kommen, würde sie zu seiner Gefangenen. Als Lü Yi sich seinem Wunsch ein zweites Mal widersetzt, schickt Chong Yang ihr als Zeichen des endgültigen Bruchs einen unbeschriebenen Brief.
Eines nachts erscheint ihm Lü Yi, welche ihm vorwirft, all ihre Hoffnung auf seine Wiederkehr zu zerstören. Aus Liebeskummer sieht sie sich gezwungen, ihn endgültig aufzugeben und löst sich in Luft auf. An ihrer Stelle findet Chong Yang den Zweig einer Trauerweide. Plötzlich taucht auch ihr Bruder Qing Yi im Garten auf. Dieser erklärt Chong Yang, dass er und seine Schwester die beiden Trauerweiden gewesen seien, die er vor so langer Zeit eingepflanzt hatte. Das Ziel seiner Schwester sei es nur gewesen, ihm diese gute Tat zu danken.
Im kurz darauf ausbrechenden Krieg verliert Chong Yang seine Stellung. Er reist in sein altes Elternhaus. Als er die Trauerweiden sieht, erinnert er sich an den Abschied von Lü Yi und an den Schwur, sich im neuen Leben wiederzufinden. Doch nun liegt vor ihm nichts als Finsternis.
Figuren
Chong Yang: Chong Yang ist der Sohn einer verarmten Kaufmannsfamilie. Obwohl sein Charakter durch Bescheidenheit gekennzeichnet ist, bereitet er sich unermüdlich auf die Chinesische Beamtenprüfung vor, in welcher er die einzige Möglichkeit sieht, seinem Elend zu entkommen. Sein Lebensziel ist es, am Hofe des Kaisers Anerkennung zu finden und eine wichtige politische Persönlichkeit zu werden. Obwohl ihn das Zusammenleben mit Lü Yi in eine Situation von Zufriedenheit und Glück versetzt, verliert er den Traum von Ruhm und Reichtum nicht aus den Augen. Um sein Ziel zu erreichen, konzentriert er sich voll und ganz auf die Aufnahmeprüfungen des kaiserlichen Hofes und geht schließlich sogar eine Ehe aus politischem Kalkül ein. Erst als es zu spät ist, bemerkt er, dass er dadurch seine wahre Liebe Lü Yi verloren hat.
Lü Yi: Lü Yis Charakter zeichnet sich durch Einfachheit und Schlichtheit aus. Sie ist bereit, ihr Leben im Wohlstand aufzugeben, um mit Chong Yang in seiner bescheidenen Hütte zu wohnen. Sie ist ebenfalls bereit, auf ihn zu warten, während er am kaiserlichen Hof Karriere macht. Doch ihre Hoffnung, dass Chong Yang zu ihr zurückkehrt, wird enttäuscht, so dass sie schließlich an Liebeskummer zerbricht. Es stellt sich heraus, dass Lü Yi einer der Zweige der Trauerweide war, welche Chong Yang als Kind eingepflanzt hatte.

#### Chunnings Geschichte
Handlung
Die zweite Kurzgeschichte spielt etwa drei bis vier Jahrhunderte später und handelt von den ungleichen Zwillingen Chunyi und Chunning. Die Handlung wird aus der Sicht Chunnings erzählt und beginnt schon vor der Geburt der Zwillinge im Mutterleib. Chunyi, der Erbe, auf den der Vater so lange gewartet hat, ist der große Hoffnungsträger der Familie, während Chunning, der Tochter, kaum Beachtung geschenkt wird. Doch dies ändert sich im Laufe der Jahre: Chunyi beschert seinem Vater nichts als Enttäuschungen, Chunning stattdessen entwickelt sich zu einer kleinen Persönlichkeit. Oft wünscht der Vater sich, dass Chunning ein Junge sei. Chunyi bekommt dies zu spüren und lässt seine Frustration an seiner Schwester aus, welche sich allerdings nicht wehrt. Als die Zwillinge zu Jugendlichen heranwachsen, raufen sie sich trotz ihrer sehr gegensätzlichen Charaktere irgendwann doch zusammen.
Im Alter von 16 Jahren fühlt Chunyi sich immer mehr von den Frauen angezogen und verführt schließlich die erste Konkubine des Vaters. Die dritte Konkubine bekommt dies mit, eilt zum Vater und behauptet, die erste Konkubine habe Chunyi verführt. Der Vater ist wutentbrannt, so dass Chunning ihrem Bruder rät, nach Peking zu fliehen. Der Vater ersticht die dritte Konkubine; diese wirft sich aber noch im Sterben auf den Vater und bohrt ihm einen Dolch in den Rücken. Wenige Zeit später stirbt auch die Mutter der Zwillinge, da sie die Erinnerungen an die Mordszene nicht loslassen.
Chunning übernimmt die Verwaltung des Hauses und des Vermögens und verbannt die Konkubinen aus dem Haus. Chunyi kommt nach einer langen Reise schließlich in Peking an; wie sein Leben sich weiterentwickelt, bleibt offen. Chunning heiratet und gebärt einen Sohn, ihren Bruder aber sieht sie nie wieder.
Figuren
Chunning: Chunning ist „nur“ die Tochter der Familie und ihr wird somit vergleichsweise wenig Beachtung geschenkt. Im Laufe der Zeit beeindruckt sie ihren Vater aber immer wieder mit ihren Kenntnissen und übertrumpft schließlich ihren Bruder Chunyi. Das Verhältnis zu Chunyi ist zwiespältig und wird durch eine Mischung aus Zuneigung einerseits und purem Hass andererseits geprägt. Am Ende der Erzählung ist es Chunning, die die Rolle des Erben übernimmt.
Chunyi: Chunyi ist der langersehnte Erbe der Familie, doch er enttäuscht die hohen Erwartungen seines Vaters. Seine Frustration darüber lässt er oft an seiner Zwillingsschwester aus, welche ihn gleichzeitig fasziniert und abstößt.

#### Wens Geschichte
Handlung
Der Beginn der dritten Kurzgeschichte spielt im Jahr 1966 inmitten der Kulturrevolution zur Zeit Maos in Peking. Wen engagiert sich schon im Jugendalter aktiv im Kampf für die Volksrepublik. Seine Eltern befürworten sein Engagement allerdings nicht, so dass er sich von ihnen lossagt und sich schließlich sogar den Studenten anschließt, die in die abgelegenen Regionen ziehen, um dort die maoistischen Prinzipien zu verbreiten. Auf der Reise nach Meilin lernt er die unscheinbare Saule kennen, zu der er im Laufe der Zeit zunächst ein geschwisterliches Verhältnis aufbaut.
In Meilin trifft Wen zufällig auf eine Gruppe roter Gardisten, welche ihm berichten, dass sich die Truppen seit Ausbruch der Revolution in zwei Lager teilen: in ihre Gruppe, den „Orient rouge“, und in die Gruppe „Soleil rouge“. Ein Gardist bittet Wen um einen Gefallen: Da er nicht mehr lange leben wird, soll Wen seinen Lebenstraum, einmal den Präsidenten Mao zu sehen, erfüllen, indem er seine Anstecknadel trägt, wenn er zum Tian’anmen-Platz in Peking geht. Wen willigt ein.
Nach einer Trainingseinheit bauen die Gruppen ihre eigenen Dörfer auf. Wen und Saule sind in einer Gruppe und ihre Freundschaft verfestigt sich. Eines Tages kommt eine Delegation des Revolutionskomitees der Stadt Merlin ins Lager. Ihr Sprecher verkündet, dass die antirevolutionäre Gruppe ‚Orient rouge‘ zwar geschlagen sei, dass sich aber noch einige Verräter in den Studentenlagern versteckt hielten. Ein Mitglied des Dorfes nach dem anderen wird befragt und plötzlich wird Wen des Verrats beschuldigt. Als Beweismittel dienen Wens Tagebuch, in dem er seine Begegnung mit dem kranken Gardisten beschreibt, und dessen Abzeichen. Wen wird geschlagen, gefoltert und von den Leuten, die er für Freunde hielt, verraten. Das Hauptbeweisstücke war von Saule preisgegeben worden, weil sie geglaubt hatte, das Tagebuch könne Wens Unschuld beweisen. Wen glaubt ihr kein Wort.
Schließlich wird Wen in ein Gefängnis gebracht, wo er schrecklichen Hunger leiden muss, bis er überraschend Besuch von Saule bekommt. Beide versöhnen sich und Saule verspricht, Nahrungsmittel über die Gefängnisbegrenzung zu werfen. Wen, der nun fast täglich ein kleines Päckchen hinter der Gefängnismauer findet, malt sich schon eine Zukunft mit Saule aus. Eines Tages aber wird Saule beim Versuch, Essen über die Mauer zu werfen, erwischt und von den Gefängnisaufsehern erschossen.
Figuren
Wen: Entgegen den Ratschlägen seiner Eltern engagiert sich Wen aktiv im Kampf für die Volksrepublik – weniger aus politischer Überzeugung als auf der Suche nach sich selbst. Schnell steigt er zum Anführer seiner Gruppe auf, doch er muss feststellen, dass dieser Erfolg vergänglich ist. Als er des Verrats beschuldigt wird, wenden sich seine „Freunde“ von ihm ab.
Saule: Saule engagiert sich wie Wen im Kampf für die Volksrepublik. Wie ihr Name erahnen lässt, ist sie es, die letztendlich Unglück über Wen bringt, indem sie das vermeintliche Beweisstück preisgibt. Gleichzeitig ist sie es aber auch, die sich als Wens wahre Freundin erweist.

#### Ajings Geschichte
Handlung
Die vierte und letzte Kurzgeschichte spielt zu unserer Zeit und handelt von einer jungen Geschäftsfrau namens Ajing, welche sich per Flugzeug auf den Weg zu einem Geschäftstermin in Hongkong macht. Vor Verlassen ihrer Wohnung erhält sie einen Anruf von ihrer Mutter. Diese wünscht sich sehnlichst, dass ihre Tochter heiratet, doch trotz ihrer vielen Verehrer lebt Ajing allein.
Im Flugzeug schläft Ajing ein und träumt. In ihrem Traum ist sie im Himmelsreich, wo sie ihr Leben an der Seite eines schönen Prinzen verbringt und einen Sohn bekommt. Am Ende ihres Lebens verabschiedet Ajing sich von ihrem Ehemann und ihrem Sohn. Während Ajing altert, sind beide jung und schön geblieben. Zum Abschied schenkt ihr Sohn ihr eine Krone aus Trauerweidenzweigen. Ajing schließt die Augen; als sie wieder aufwacht, befindet sich das Flugzeug im Landeanflug auf Hongkong.
Als Ajing im Hotel ihren Koffer öffnet, findet sie in diesem eine Krone aus Trauerweidenzweigen.
Figuren
Ajing: Ajing ist eine junge Geschäftsfrau, die trotz ihrer zahlreichen Verehrer immer noch auf der Suche nach der wahren Liebe ist.

### Symbolik und Themen

#### Trauerweide
Wörtlich übersetzt heißt der französische Titel des Romans „Die vier Leben der Weide“. Die Weide ist ein für die Landschaft Chinas charakteristischer Baum. Weit verbreitet ist die Trauerweide, die in China sowohl Tod als auch Wiedergeburt symbolisiert. Ihre grünen Zweige gelten einerseits als Boten des Frühlings, während ihre hängenden Äste andererseits an laufende Tränen erinnern und die im Roman vorherrschende Stimmung der Traurigkeit ausdrücken. Das Motiv der Trauerweide durchzieht und vereint wie ein Leitmotiv die Erzählungen des Romans.
In der ersten Kurzgeschichte pflanzt Chong Yang als Kind zwei Äste einer Trauerweide ein, die dank seiner Pflege erblühen und gedeihen und somit das pure Leben symbolisieren. Ebenfalls vor einer Trauerweide schwört Chong Yang seiner Geliebten Lü Yi, zu ihr zurückzukommen, doch dieses Versprechen löst er nie ein. Letztlich stellt sich heraus, dass Lü Yi und ihr Bruder die beiden Äste der Trauerweide waren, die Chong Yang als Kind gepflegt hatte. Da Chong Yang nie zu Lü Yi zurückgekehrt ist, zerbricht diese an ihrem Liebeskummer, so dass von ihr und ihrem Bruder nichts weiter als zwei vertrocknete Äste einer Trauerweide zurückbleiben. Die Trauerweide wurde von einem Symbol des Lebens zu einem Symbol des Todes.
In der zweiten Kurzgeschichte beschreibt Chunning eine Trauerweide im Garten der Familie. 50 Jahre später ist die Weide hohl, wurde vom Blitz getroffen und ihre Äste hängen leblos herunter. Sie kann dennoch durch einen Windstoß wieder zum Leben erweckt werden, weil dieser die Äste im Wind tanzen lässt.
In der dritten Kurzgeschichte lernt Wen während seiner Reise nach Meilin die junge Saule kennen. Sie erklärt ihm, dass ihr Name aus folgendem Vers eines Gedichtes Wang Weis entstammt: „la couleur des saules se renouvelle“ (zu deutsch: „Die Farbe der Trauerweiden erneuert sich.“). Saules Name symbolisiert somit das Leben. Dennoch ist es schließlich Saule, die sich als vermeintliche Verräterin entpuppt, da sie Wens Tagebuch, welches in einer Trauerweide versteckt war, preisgibt. Am Ende der Kurzgeschichte ist sie es zwar, die Wens Leben einen Sinn gibt, dennoch findet sie am Ende selbst den Tod.
Der Ausgang der vierten Kurzgeschichte bleibt unklar. Allerdings lässt sich Ajings Schicksal erahnen, nachdem sie in ihrem Koffer die Trauerweidenkrone findet, die sie im Traum kurz vor ihrem Tod geschenkt bekommen hat.

#### Zum Scheitern verurteilte Träume und unerfüllte Liebe
Neben der Trauerweide bildet die Thematik der zum Scheitern verurteilten Träume und der unerfüllten Liebe ein die vier Kurzgeschichten verknüpfendes Element, das sich in jeder Kurzgeschichte unterschiedlich darstellt.
Die erste Kurzgeschichte zeigt, dass Liebe und Karriere unvereinbar sind. Lü Yi reicht es aus, mit Chong Yang in seiner bescheidenen Hütte zu leben. Doch aus Ehrgeiz zieht Chong Yang in die Verbotene Stadt und geht eine Ehe aus politischem Kalkül ein, so dass Lü Yi am Liebeskummer zerbricht. Chong Yang hat Lü Yi geliebt, doch ein gemeinsames Leben mit ihr in Peking bleibt ein unerfüllter Traum. Letztlich scheitert auch seine politische Karriere, von der er sein ganzes Leben geträumt hat und auf die er lange und hart hingearbeitet hatte.
In der zweiten Kurzgeschichte wird die „fusionsartige“ Beziehung zwischen den Zwillingen Chunning und Chunyi beschrieben. Das Verhältnis der beiden zueinander wird durch große Zuneigung und Faszination auf der einen Seite sowie Hass und Neid auf der anderen Seite geprägt. Chunyis Hoffnung, die Anerkennung seines Vaters zu erlangen, bleibt unerfüllt sowie auch Chunnings Wunsch, mehr von der Welt zu sehen, ein Wunsch bleiben wird.
In Wens Geschichte ist es ausgerechnet ein geliebter Mensch, der ungewollt für die Verhaftung des Protagonisten sorgt. Und selbst nach der Aussöhnung wird Wens Traum von einem Leben mit Saule zerstört, denn diese stirbt bei dem Versuch, Essen ins Gefängnis zu schmuggeln.
Auch in der vierten Kurzgeschichte bleibt Ajings Traum von der Liebe im wahrsten Sinne des Wortes ein Traum.
Shan Sas Roman zeigt, dass die Liebe heutzutage genauso wie schon zur Zeit der Ming-Dynastie und über alle im Roman beschriebenen Epochen hinweg unerwartet erwachen, aber ebenso schnell auch erlöschen kann.

## Form

### Aufbau des Textes
Bei Les quatre vies du saule handelt es sich um einen Roman, der aus vier Kurzgeschichten besteht. Die Bezeichnung Roman (anstelle von Sammlung von Kurzgeschichten) erscheint insofern gerechtfertigt, als die vier Kurzgeschichten über die immer wiederkehrenden Motive, den Titel selbst und einige erzähltechnische Aspekte miteinander verknüpft sind und somit zusammen durchaus ein Ganzes bilden. Die Länge der einzelnen Geschichten unterscheidet sich erheblich: Während die erste Geschichte 35 Seiten umfasst, nehmen die zweite Geschichte mit 64 und die dritte Geschichte mit 59 Seiten deutlich mehr Raum ein, wohingegen die vierte und letzte Geschichte mit nur 8 Seiten im Gesamtwerk relativ kurz erscheint.

### Erzählperspektive und Schreibstil
Die erste Kurzgeschichte wird aus der Perspektive eines außerhalb der Geschichte stehenden auktorialen Erzählers erzählt. Diese Erzählperspektive ist dadurch gekennzeichnet, dass über die Figuren in der 3. Person berichtet wird und der Erzähler selbst nicht in die Geschichte involviert ist. Die teilweise sehr ausführlichen Beschreibungen des Handlungsrahmens werden ergänzt durch Einschübe wörtlicher Rede der verschiedenen Figuren. Das Erzähltempus ist die Vergangenheit, wobei vor allem das passé simple und das imparfait verwendet wird. Charakteristisch für die erste Kurzgeschichte ist die Verwendung einer Vielzahl von Metaphern. So wird beispielsweise die Bedeutung Lü Yis Ankunft für Chong Yang beschrieben als goutte de miel dans une vie, qui ressemblait à du thé amer und Lü Li selbst gleichgesetzt mit einem papillon qui venait se poser sur le papier jauni de son livre.
Die zweite Kurzgeschichte wird aus der Perspektive der Protagonistin Chunning erzählt. Es handelt sich somit um einen Erzähler in der 1. Person, der selbst Bestandteil der Geschichte ist und von sich selbst als „ich“ spricht, von den anderen Figuren aber in der 3. Person Singular berichtet. Die Erzählung Chunnings wird ergänzt durch Passagen wörtlicher Rede der anderen Figuren. Das Erzähltempus ist auch in dieser Geschichte die Vergangenheit, wobei ebenfalls das passé simple und das imparfait am häufigsten Anwendung finden.
In der dritten Geschichte nimmt der Protagonist Wen die Rolle des Erzählers ein. Es handelt sich somit wie in der zweiten Geschichte um einen Erzähler in der 1. Person. Das Erzähltempus ist die Vergangenheit. Auch die dritte Geschichte beinhaltet Passagen wörtlicher Rede.
Die vierte Geschichte wird wie die erste aus der Perspektive eines auktorialen Erzählers berichtet, der über Ajing und ihre Mutter in der dritten Peron berichtet. Das Erzähltempus ist wie in allen vier Kurzgeschichten die Vergangenheit. Wie in den ersten drei Geschichten ist die Erzählung mit Einschüben wörtlicher Rede durchsetzt.
Vergleicht man die Erzählperspektive und den Schreibstil aller vier Geschichten, so fällt auf, dass es Elemente gibt, die in allen vier Geschichten identisch sind, sich andere wiederum von Geschichte zu Geschichte unterscheiden. Während die erste und vierte Geschichte aus der Perspektive eines auktorialen Erzählers berichtet werden, sind es in der zweiten und dritten Geschichte jeweils die Protagonisten, aus deren Sicht die Geschichte erzählt wird. Ein verbindendes Element aller vier Geschichten ist das Erzähltempus der Vergangenheit. Somit werden alle Geschichten rückblickend nach Abschluss des letzten Ereignisses erzählt, womit der Erzähler zu Beginn der Erzählung bereits über die gesamte Handlung zurückblicken kann. Eine weitere Gemeinsamkeit bilden die Einschübe direkter Rede, die einerseits monologisch ausgestaltet sind, zum anderen Teil aber auch den Charakter eines Dialogs aufweisen. Neben den verwendeten Symbolen, welche die einzelnen Geschichten verknüpfen, tragen folglich auch das Erzähltempus und die direkte Rede in allen vier Geschichten zur Einheit des Romans bei.

## Hintergrundinformationen

### Bezüge zum historischen Kontext
Charakteristisch für Les quatre vies du saule ist, dass Shan Sa für jede der vier Kurzgeschichten des Romans eine andere Epoche bzw. einen anderen Zeitpunkt in der Geschichte Chinas als Schauplatz der Erzählungen wählt. Dabei sind die Kurzgeschichten in Hinblick auf die gewählte Epoche chronologisch angeordnet: So spielt die erste Kurzgeschichte im 15. Jahrhundert, in welchem die Ming-Dynastie herrschte. Die Zeitspanne, in der die zweite Geschichte spielt, lässt sich nicht genau festlegen. Der Leser erfährt jedoch, dass die Vorfahren der Familie von Chunyi und Chunning zur Zeit der Ming-Dynastie an Ruhm und Reichtum gelangt sind, den sie in den zehn darauffolgenden Generationen bzw. drei Jahrhunderten ausbauten, so dass die Geschichte etwa drei bis vier Jahrhunderte nach der ersten Kurzgeschichte spielt. Der Zeitpunkt der dritten Geschichte ist durch das Jahr 1966 genau definiert, in welchem die Kulturrevolution in China ihren ersten Höhepunkt erlebte. Obwohl in der vierten Geschichte keine Angaben vorhanden sind, die genauen Aufschluss über den Zeitpunkt erlauben, lässt sich die Geschichte in die Gegenwart einordnen. Denn die Merkmale, die Ajings Alltag ausmachen, charakterisieren das zeitgenössische, moderne Leben, das immer mehr – vor allem junge Menschen – in China führen bzw. anstreben.

### Stellung im Gesamtwerk der Autorin
Les quatre vies du saule ist der zweite, in französischer Sprache verfasste Roman der Autorin. Der Roman stellt insofern einen neuen Abschnitt in der Entwicklung im Gesamtwerk Shan Sas dar, als sich die grundlegende Form der Darstellung geändert hat: Der Roman beinhaltet nicht wie vorherige nur eine einzige, in sich kohärente Geschichte, sondern vier unterschiedlich lange Kurzgeschichten, die in Bezug auf Zeit, Raum, Figuren und Handlung nur kaum miteinander verbunden sind, aber dennoch eine Einheit bilden, da sie über die gemeinsamen Motive, den Titel als auch einige erzähltechnische Elemente miteinander verknüpft sind.

## Auszeichnungen
Im Jahr 2000 wurde Shan Sas Les quatre vies du saule mit dem Prix Cazes-Brasserie Lipp ausgezeichnet. Dieser Preis wird in Frankreich seit 1935 einmal jährlich verliehen.